# Proteini koji vezuju gvožđe
Proteini koji vezuju gvožđe su transportni proteini i metaloproteini, koji igraju mnoštvo značajnih uloga u metabolizmu. Gvožđe je neophodno ljudima i bakterijama da bi njihovi enzimi i metabolizam korektno funkcionisali. Proteini koji vezuju gvožđe sadrže čvrsto vezano gvožđe, te je ono nedostupno za mikrobnu upotrebu, što ograničava njihov rast. Najznačajniji među proteinima koji vezuju gvožđe su hemoglobin, feritin, laktoferin i transferin. Hemoglobin je lociran u crvenim krvnim zrncima. Transferrn se nalazi u krvi i tkivnim fluidima. Laktoferin je prisutan u mleku, krvi, suzama i pljuvačci. Feritin se nalazi u svim ćelijskim tipovima.

## Literatura
- Shriver, D. F.; Atkins, P. W. (1999). „Charper 19, Bioinorganic chemistry”. Inorganic chemistry (3rd изд.). Oxford University Press. ISBN 978-0-19-850330-9.
- Levin RE, Kalidas S, Gopinadhan P, Pometto A (2006). Food biotechnology. Boca Raton, FL: CRC/Taylor & Francis. стр. 1028. ISBN 978-0-8247-5329-0.
- Banci, Lucia (2013).  Sigel, Astrid; Sigel, Helmut; Sigel, Roland K. O., ур. Metallomics and the Cell. Springer. ISBN 978-94-007-5561-1. ISSN 1868-0402.

## Spoljašnje veze
- Iron-binding+proteins на 